# 石泉十字路口站
石泉十字路口站（：／ Seokcheon Sageori yeok */?）是仁川地鐵2號線沿線的一座地下車站，位於韓國仁川廣域市南洞區九月洞。

## 車站結構
站體為2面2線側式月台的地下車站，候車月台設有月台幕門，並有4處出口。

### 月台配置
| 仁川市廳 ↑ |
| \| 上      |
| ↓ 沙丘市場 |

| 月台 | 路線               | 目的地                                     |
| ---- | ------------------ | ------------------------------------------ |
| 上行 | ●仁川都市铁道2号线 | 朱安、石南、亞運會賽場、黔岩、黔丹梧柳方向 |
| 下行 | ●仁川都市铁道2号线 | 萬壽、南洞區廳、仁川大公園、雲宴方向       |

## 歷史
- 2016年7月30日：落成啟用[1]。

## 車站周邊
- 仁川石泉初等學校
- 九月中學
- 嘉泉大學附設吉醫院（朝鲜语：가천대 길병원）
- 九月洞仁川亞運選手村
- 間石五岔路口站

## 相鄰車站
仁川交通公社
●仁川都市铁道2号线
仁川市廳（I221）－石泉十字路口（I222）－沙丘市場（I223）